# 大涅尼斯卡山
47°57′48.6″N 24°28′24.5″E / 47.963500°N 24.473472°E

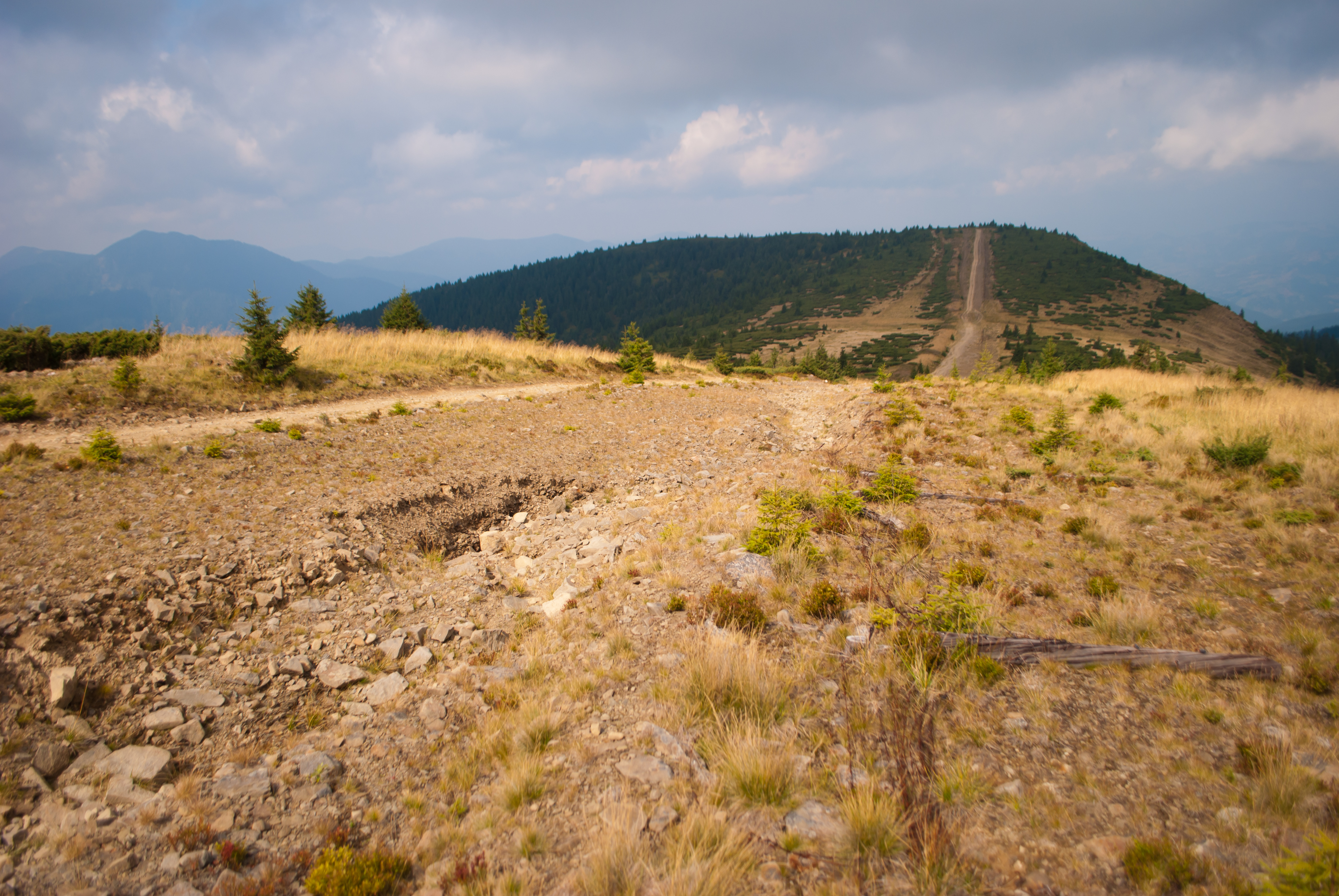

大涅尼斯卡山是烏克蘭的山峰，位於該國西部外喀爾巴阡州，屬於烏克蘭喀爾巴阡山脈中胡楚爾阿爾卑斯山脈的一部分，海拔高度1,816米。